# Freddie Spencer (Radsportler)
Fred „Freddie“ Spencer (* 9. August 1902 in Westfield, New Jersey; † 1. Dezember 1992 in Rahway) war ein US-amerikanischer Radsportler, der vorrangig Rennen auf der Bahn bestritt.

## Sportliche Laufbahn
Freddie Spencer stammte aus Plainfield, New Jersey, und arbeitete als Mechaniker in einem Fahrradgeschäft. Eines Tages soll er dort zufällig die Radrennfahrer Jack Clark und Walter Rütt kennengelernt haben, die sich auf einer Trainingsfahrt befanden und von seinem ernsthaften Interesse am Radsport begeistert waren. Ab 1923 startete Spencer bei Amateurrennen, 1924 wurde er Profi.
1925 wurde Spencer auf der Radrennbahn Newark vor 16.000 Zuschauern US-amerikanischer Meister im Sprint. In den folgenden Jahren startete er hauptsächlich bei Sechstagerennen, von denen er insgesamt 72 bestritt und fünf gewann. Nach seinem ersten Sieg 1925 in New York wurden er und sein Partner Bobby Walthour von Präsident Calvin Coolidge in das Weiße Haus eingeladen.
1928 und 1929 konnte Spencer erneut den nationalen Sprint-Titel gewinnen. 1928 stellte er in Newark mit 52,3 Sekunden einen neuen Weltrekord über die halbe Meile auf. Am 9. August 1929 stellt er auf der Radrennbahn von New York an einem Tag vier neue Weltrekorde auf, über 10 Meilen (10:14,2 min), 15 Meilen (29:41 min), 20 Meilen (39:23 min) and 25 Meilen (49:28,3 min). Spencers Manager war John Chapman. Als er versuchte, ohne die Vermittlung von Chapman Verträge mit Promotern in Europa abzuschließen, kam Chapman ihm auf die Schliche, weil er die Briefmarken auf den Briefen sah, die er dann zurückhielt. Chapman machte einen neuen Vertrag mit Spencer, in dem diesen untersagt wurde, in Europa zu starten. Er verpflichtete den niederländischen Weltmeister Piet Moeskops für vier Rennen gegen Spencer auf der Radrennbahn in Newark, die dieser nach Absprache vor jeweils rund 18.000 Zuschauern gewann. Als Preis erhielt Spencer unter anderem Golfschläger; da er jedoch nicht an Golf interessiert war, ließ er diese als Sattelstreben in sein Rad einbauen.
1927 wurde Spencer von dem Promoter Tex Richert zu einem Bankett der „Kings of Sport“ in New York eingeladen. Neben Spencer waren die Gäste Babe Ruth (Baseball), Johnny Weissmüller (Schwimmen), Bobby Jones (Golf), Bill Tilden (Tennis), Gene Tunney (Boxen), Bill Cook (Hockey), und Charles Winter (Radsport). Er soll zu Hochzeiten jährlich mehr als 100.000 Dollar verdient haben, „mehr als Babe Ruth“. Er war besonders beliebt bei „den Damen“, die ihn mit Geschenken regelrecht überschütteten, unter anderem mit einer luxuriösen Limousine. Bei den Rennen praktizierte er eine eigene Fahrweise, die er „Galopp“ nannte.
1934 wirkte Spencer als einer von mehreren Rennfahrern in dem Film Six-Day Bike Rider (Der Schrecken der Rennbahn). Dabei musste er als Double des Schauspielers Joe E. Brown scheinbar in die falsche Richtung fahren und eine Beinahe-Kollision verursachen. Wie er später berichtete, waren die Aufnahmen gestellt: Spencer saß dabei auf einer Rolle.
Nach dem Ende seiner Radsportlaufbahn zog Freddie Spencer nach Rahway. Er wurde Ingenieur und legte seine Gagen gewinnbringend an. 1977 wurde er von der New Jersey Sports Writer Association geehrt. 1990 wurde er in die United States Bicycling Hall of Fame aufgenommen. In den 1960er und 1970er Jahren wurde in Rahway jährlich am 4. Juli auf seine Initiative hin das Rennen Freddie Spencer Holiday at Home Race ausgetragen.
Freddie Spencer war nicht verwandt mit dem Radsportlerm William Spencer.

## Erfolge
1925
- Sechstagerennen Chicago (mit Bobby Walthour)
- Sechstagerennen New York (mit Bobby Walthour)
- US-amerikanischer Meister – Sprint

1927
- Sechstagerennen New York (mit Charles Winter)

1928
- Sechstagerennen New York (mit Franco Giorgetti)
- US-amerikanischer Meister – Sprint

1929
- US-amerikanischer Meister – Sprint

1932
- Sechstagerennen New York (mit William Peden)